# Base aérienne K-1
 (août 2024).
La mise en forme du texte ne suit pas les recommandations de Wikipédia : il faut le « wikifier ».
Les points d'amélioration suivants sont les cas les plus fréquents. Le détail des points à revoir est peut-être précisé sur la page de discussion.
- Les titres sont pré-formatés par le logiciel. Ils ne sont ni en capitales, ni en gras.
- Le texte ne doit pas être écrit en capitales (les noms de famille non plus), ni en gras, ni en italique, ni en « petit »…
- Le gras n'est utilisé que pour surligner le titre de l'article dans l'introduction, une seule fois.
- L'italique est rarement utilisé : mots en langue étrangère, titres d'œuvres, noms de bateaux, etc.
- Les citations ne sont pas en italique mais en corps de texte normal. Elles sont entourées par des guillemets français : « et ».
- Les listes à puces sont à éviter, des paragraphes rédigés étant largement préférés. Les tableaux sont à réserver à la présentation de données structurées (résultats, etc.).
- Les appels de note de bas de page (petits chiffres en exposant, introduits par l'outil «  Source ») sont à placer entre la fin de phrase et le point final[comme ça].
- Les liens internes (vers d'autres articles de Wikipédia) sont à choisir avec parcimonie. Créez des liens vers des articles approfondissant le sujet. Les termes génériques sans rapport avec le sujet sont à éviter, ainsi que les répétitions de liens vers un même terme.
- Les liens externes sont à placer uniquement dans une section « Liens externes », à la fin de l'article. Ces liens sont à choisir avec parcimonie suivant les règles définies. Si un lien sert de source à l'article, son insertion dans le texte est à faire par les notes de bas de page.
- La présentation des références doit suivre les conventions bibliographiques. Il est recommandé d'utiliser les modèles {{Ouvrage}}, {{Chapitre}}, {{Article}}, {{Lien web}} et/ou {{Bibliographie}}. Le mode d'édition visuel peut mettre en forme automatiquement les références.
- Insérer une infobox (cadre d'informations à droite) n'est pas obligatoire pour parachever la mise en page.

Pour une aide détaillée, merci de consulter Aide:Wikification.
Si vous pensez que ces points ont été résolus, vous pouvez retirer ce bandeau et améliorer la mise en forme d'un autre article.
La base aérienne K-1, ou Kaywan, est une ancienne base militaire de la force aérienne irakienne, située dans la province de Kirkouk en Irak.
La base est capturée par la Coalition militaire en Irak conduite par les États-Unis lors de la Guerre d'Irak en 2003, pour ensuite servir de quartier général de la 12e division de l'armée irakienne. En 2014, la base est saisie par les Peshmerga, des combattants kurdes, avant d'être reprise par les forces spéciales irakiennes en 2017 lors de la bataille de Kirkouk.

## Histoire
K-1 est la base aérienne principale de la force aérienne irakienne avant la Guerre d'Irak.

### Guerre d'Irak (2003-2011)
La base est utilisée comme « Contingency Operation Location », base première des forces armées des États-Unis, après l'invasion du sol irakien en 2003.
Pendant la présence américaine en Irak, les centres de formation de la base servent de centres de commandement pour les armées américaine et irakienne. Cela permet de coordonner les opérations entre les soldats américains et les soldats de plusieurs unités des forces de sécurité irakiennes, notamment celles chargées de la sécurité et de la stabilité au Kurdistan.
En juillet 2011, l'armée américaine quitte la base pour en laisser le contrôle à l'armée irakienne.

### Depuis 2014
En 2014, l’État islamique en Irak et au Levant (EIIL) lance une offensive au nord de l'Irak, et s'empare de plusieurs zones stratégiques du pays. Les 12 000 soldats de la 12e division de l'armée irakienne quittent la base K-1, qui passe sous le contrôle de l'EIIL, avant d'être reprise par les Peshmerga kurdes la même année. Lors de cette période, la base est régulièrement pillée par l'EIIL et par certains locaux.
La base abrite depuis du personnel militaire provenant de nombreux pays participant à la guerre de coalition contre l'EIIL. S'y trouvent notamment des soldats italiens, français et norvégiens et américains. Ces derniers, le personnel de l'Opération Inherent Resolve, forment militairement des soldats Peshmerga.
Le 7 mai 2017, plusieurs attentats-suicides de l'EIIL visant la base font deux morts et six blessés dans la base.
Le 16 octobre 2017, la base est reprise aux Peshmerga par les forces armées irakiennes lors de la bataille de Kirkouk.
Le 27 décembre 2019, un missile s'abat sur la base, tuant un civil américain et blessant plusieurs militaires américains et irakiens. Le Hezbollah est suspecté d'avoir conduit l'attaque, menant à une réponse des États-Unis en Irak et en Syrie tuant 25 miliciens du Hezbollah. L'attaque se produit pendant la crise américano-iranienne de 2019-2020.
L'armée américaine quitte la base le 29 mars 2020.